# Јерменско питање
Јерменско питање (јерм. Հայկական հարց) термин је који се користи у европској историји, а који је постао уобичајен у дипломатским круговима и у популарној штампи послије Берлинског конгреса 1878. године. Као дио источног питања, односи се на европско укључивање у рјешавање статуса Јермена у Османском царству, почетком Руско-турском рата од 1877. до 1878. године. У конкретном смислу, јерменско питање се односи на заштиту Јермена од околних заједница. „Јерменско питање” представља четдесет година дугу јерменско-турску историју у контексту руске, њемачке и енглеске политике између 1877. и 1914. године. Термин „Јерменско питање” се често односи на турско непризнавање геноцида над Јерменима.